# Каневіно
Каневіно (італ. Canevino) — муніципалітет в Італії, у регіоні Ломбардія,  провінція Павія.
Каневіно розташоване на відстані близько 430 км на північний захід від Рима, 60 км на південь від Мілана, 30 км на південь від Павії.
Населення — 108 осіб (2014).

## Демографія
Населення за роками:

Станом на 31 грудня 2014 року в муніципалітеті офіційно проживало 10 іноземців з 3 країн, серед них 4 громадяни країн Євросоюзу та 3 громадяни України.

## Сусідні муніципалітети
- Каміната
- Монтекальво-Версіджа
- Нібб'яно
- Рокка-де-Джорджі
- Руїно
- Вольпара